# Siesta (Schiff)

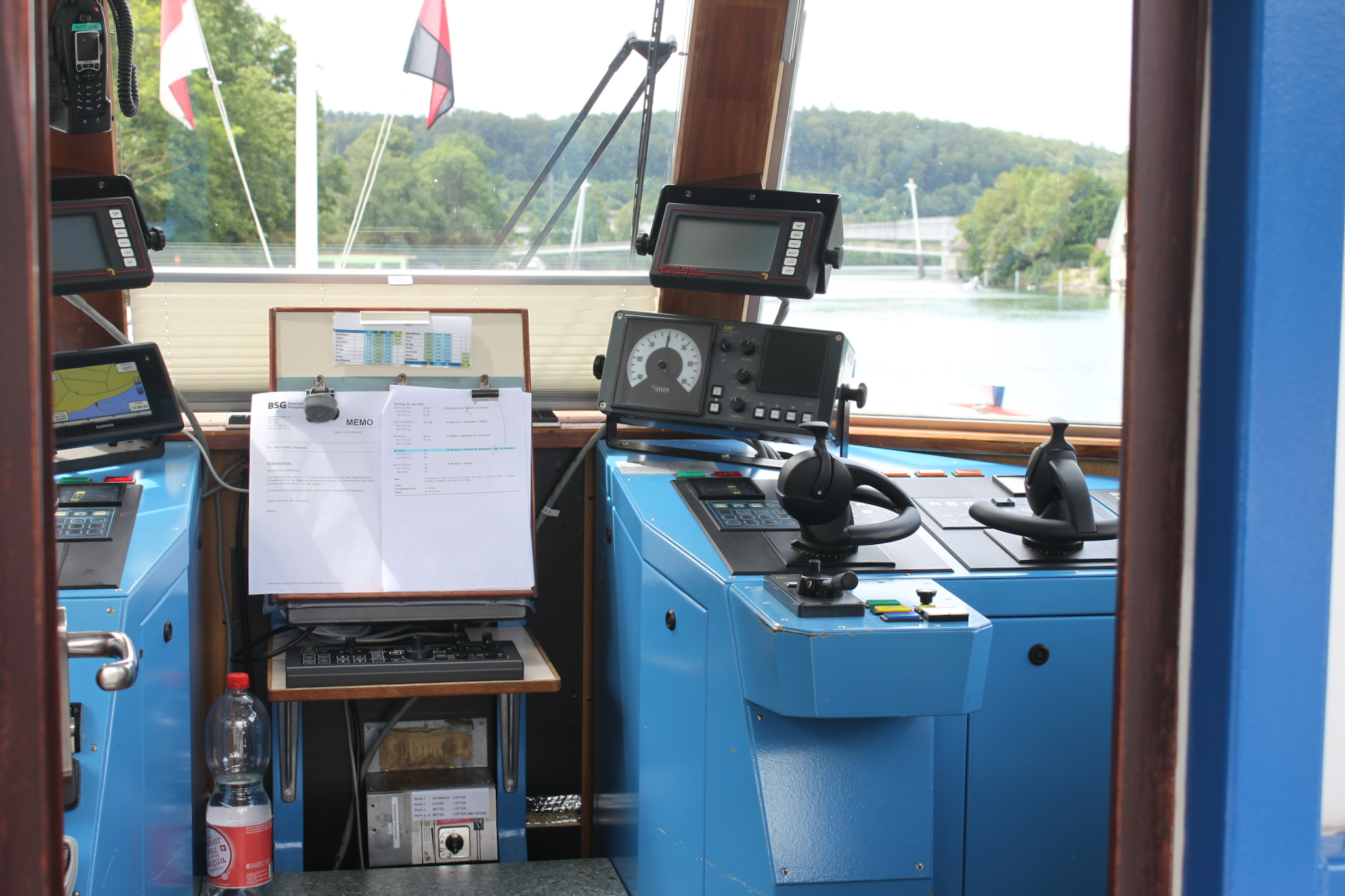
Steuerhaus der Siesta

Die Siesta ist ein in Solothurn stationiertes Fahrgastschiff der Bielersee-Schifffahrts-Gesellschaft, das auf der Aare und dem Bielersee verkehrt.
Die Siesta wurde 1991 von der Deggendorfer Werft gebaut,  ist 48,15 Meter lang, 10,5 Meter breit und wiegt 294 Tonnen. Es handelt sich um einen Semikatamaran. Das Schiff war zunächst türkis, altrosa und blau. Es bekam im April 2019 einen neuen Anstrich. Jetzt ist die Siesta weiss, unterbrochen von horizontalen roten und vertikalen blauen Linien. An Bord ist auf zwei Decks Platz für 500 Passagiere, davon sind 208 Innenplätze. Die Bielersee-Gastro AG betreibt wie auf den anderen Schiffen der Gesellschaft die Restauration auf der Siesta.